# María Isabel Martínez
María Isabel Martínez, född den 16 oktober 1967 i Madrid, Spanien, är en spansk landhockeyspelare.
Hon tog OS-guld i damernas landhockeyturnering i samband med de olympiska landhockeytävlingarna 1992 i Barcelona.